# PT-22新兵教練機
PT-22新兵教練機（英語：Recruit）是一款由雷恩航空公司以雷恩ST為基礎，主要服役於二戰中美國陸軍航空兵團的軍用教練機

## 發展

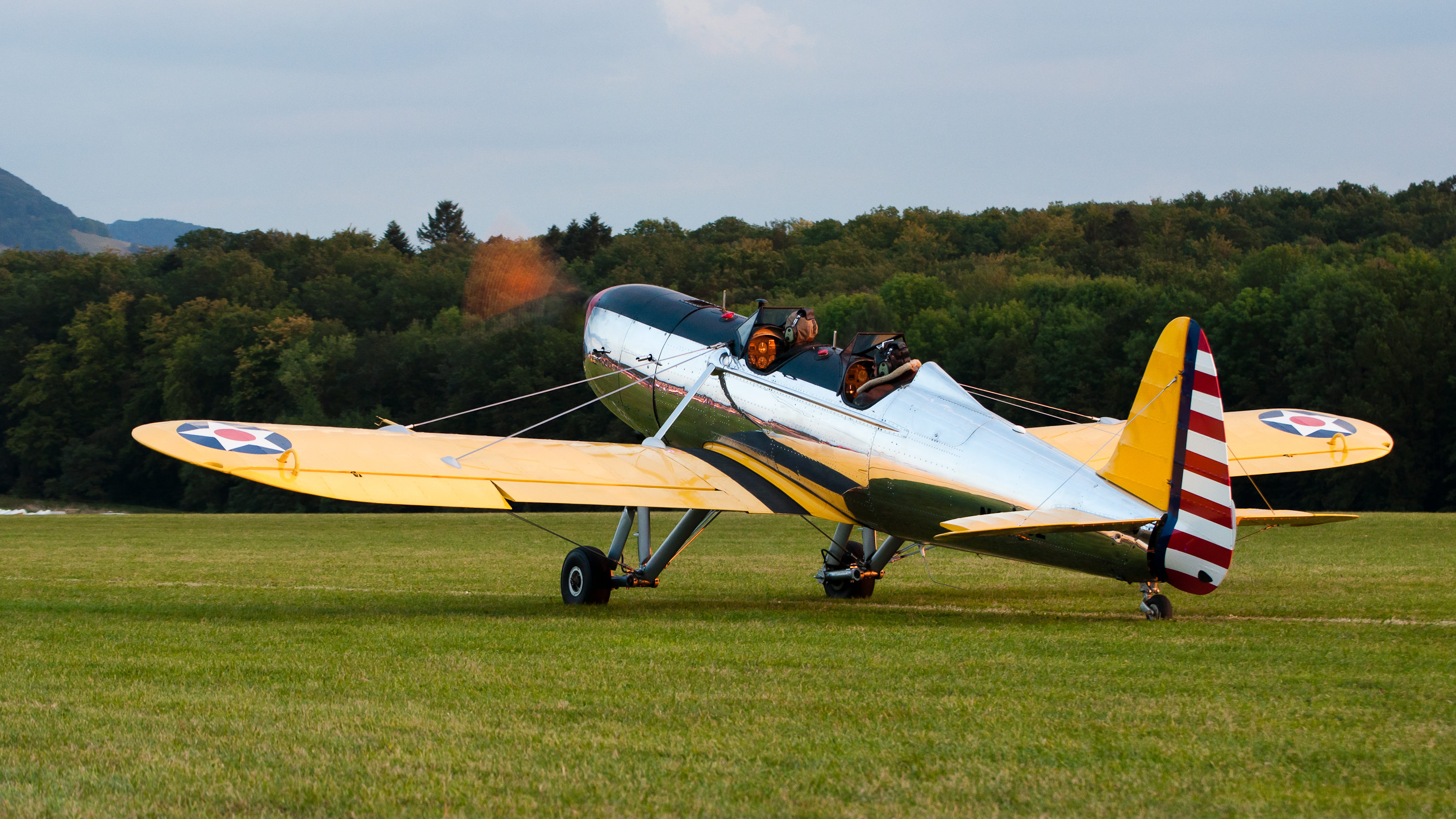
Ryan PT-22新兵

PT-22的機身身結構採取簡單的單殼體結構，使用.032英寸厚的24ST鋁包蒙皮，並配有九個鋁合金隔框。機翼設計包括雲杉翼樑、鋁合金翼肋和鋼製壓縮件，機翼後緣覆蓋飛機用織物，而從前緣到翼樑則覆蓋鋁合金蒙皮。機翼的後掠角為4°10'，迎角為3°，翼尖上反角為4°30'。
PT-22的燃料系統由安裝在前座艙前方的單個油箱組成，燃料通過重力供應至化油器。油路系統為干式油底殼型，所有的機油都儲存在機身上部防火牆前方的一個油箱中。機翼襟翼通過安裝在每個座艙左側的操縱桿進行機械操作。升降舵的調整由位於每個座艙左側的手輪控制升降舵配平片。在污屎配置中，飛機不配備電力系統。每個車輪都配備液壓剎車，通過每個座艙的方向舵踏板進行控制。
根據Cassagneres的內容，「與STA相比，最顯著的外部變化是主起落架，輪子安裝在減震支柱的外側，而不是早期ST和STM型號的叉式安裝，因此輪心之間的距離增加了整整12英寸。這種新型起落架被稱為『關節型』安裝。」尾輪在完全旋轉時最多可轉向45度。所有主起落架和尾起落架均使用液壓減震支柱。每個座艙都配備了空速表、高度表、油溫和油壓計、轉速表和指南針。爬升率指示器、轉彎和傾斜指示器以及時鐘則是選配裝置。而為了簡化維護，量產版本取消了輪罩和起落架整流罩。
早期的PT-20和PT-21是雷恩ST-3的軍用生產版本，共生產100架。PT-22是美國陸軍航空兵團的第一款專門設計的單翼教練機。隨著戰時飛行員訓練的迅速擴展，對新教練機的需求也急劇增加，因此美國大量訂購雷恩PT-22。這款飛機被命名為「Recruit」（新兵），並開始在美國軍隊中服役。
荷蘭也曾下訂購買PT-22，但由於該國在戰爭中向軸心國投降，訂單未能實現。而後該批共25架訂單賣回美國並重新命名為PT-22A。此外，美國海軍也訂購100架PT-22。雖然PT系列飛機廣泛運用於戰爭期間，然而在戰後不久很快就全部退役。

## 型號

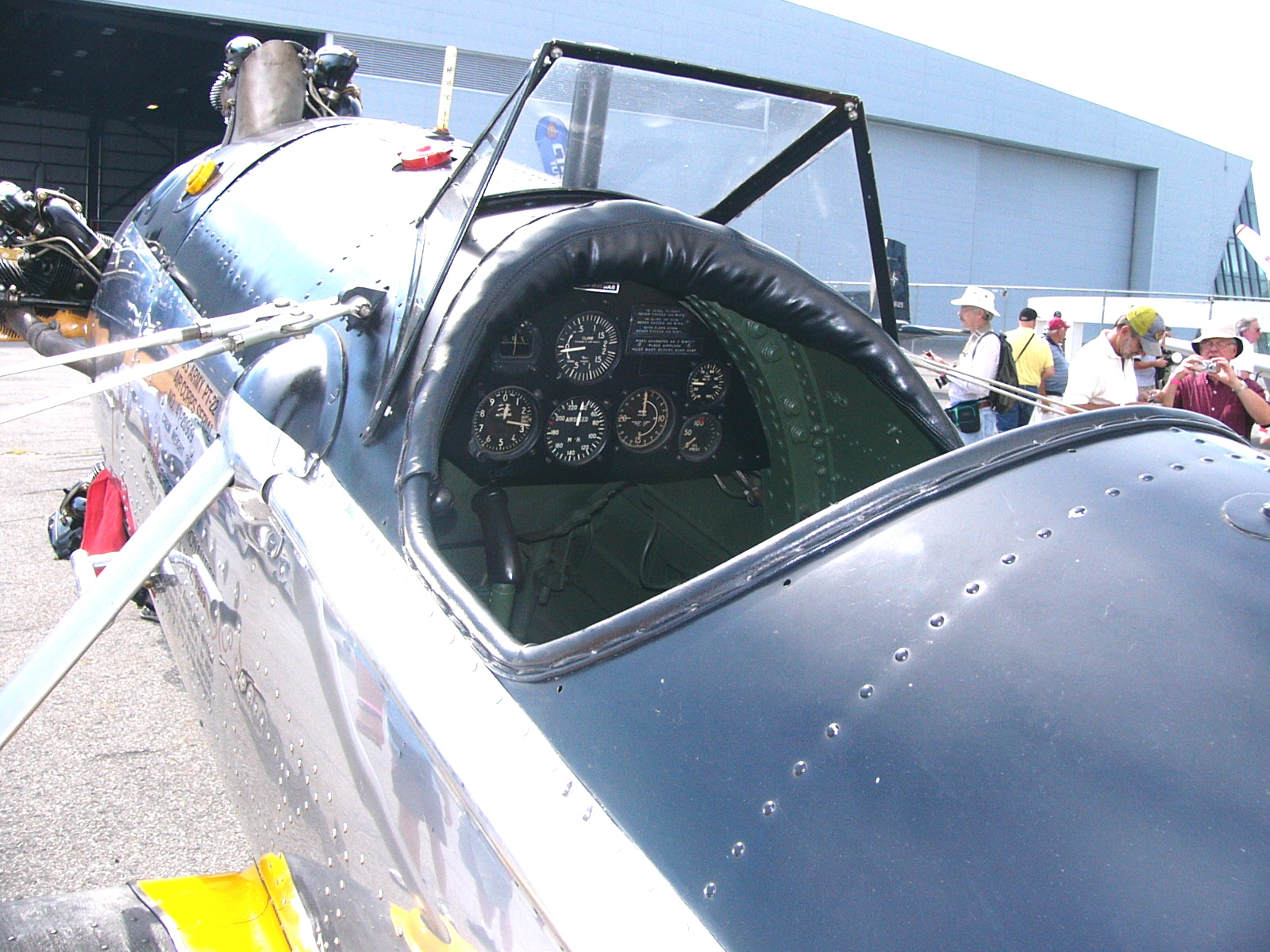
Ryan PT-22新兵的儀錶盤

PT-22ST.3KR的軍用版本，裝配160 hp R-540-1發動機，共1023架
PT-22A原本由荷蘭海軍訂購，型號為ST-3S的水陸兩棲版本，裝配160 hp Menasco D4B發動機。然而後來訂單取消並由陸軍航空兵團接手，共25架
PT-22B只停留在紙面的計畫
PT-22CPT-22裝配上160 hp R-540-3發動機，共改造250架

## 用戶

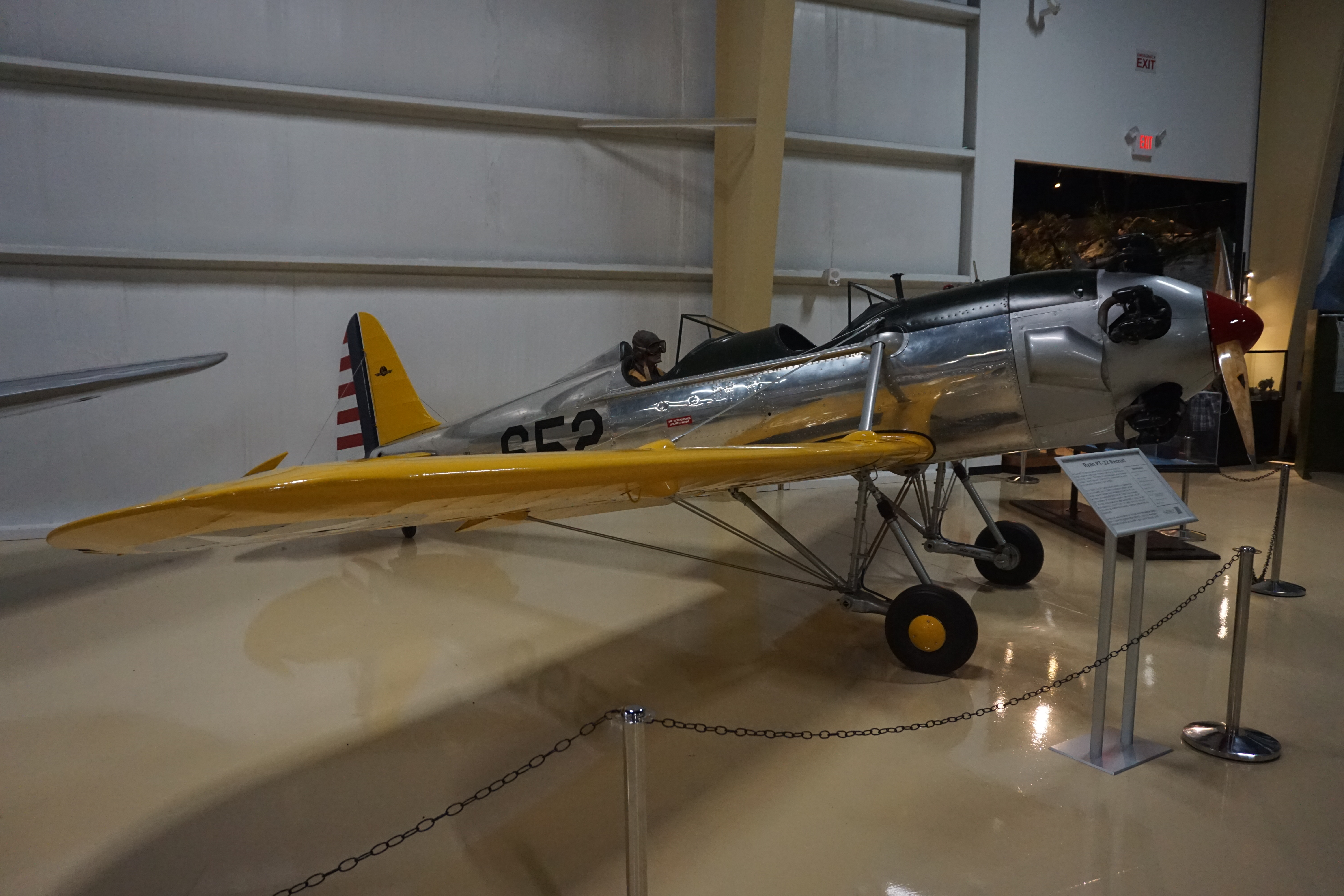
展示於航空動物園的PT-22

中華民國
- 中華民國空軍

- 厄瓜多空軍（英语：Ecuadorian Air Force）

 美国
- 美國陸軍航空兵團（美國陸軍航空軍）

### 註記
1. 1 2  Pilots Flight Operating Instructions
2. ↑  The New Ryan: Development and History of the Ryan ST and SC 1995, p. 117.
3. ↑  Mayborn, Mitch. "The Ryan PT/ST Series". Aircraft in Profile, 1967, 1970, Profile Publications.
4. ↑  Carpenter, Dorr B. . USA: SunShine House. 1990: 69. ISBN 0-943691-03-6.
5. 1 2  Cassagneres, Ev. . Blue Ridge Summit: TAB BOOKS Inc. 1982: 197-199.

### 書目
- Cassagneres, Ev. The New Ryan: Development and History of the Ryan ST and SC. Eagan, Minnesota: Flying Books, 1995. ISBN 978-0-91113-920-4.
- Donald, David, ed. Encyclopedia of World Aircraft. Etobicoke, Ontario, Canada: Prospero Books, 1997. ISBN 1-85605-375-X.
- Mondey, David. American Aircraft of World War II (Hamlyn Concise Guide). London: Bounty Books, 2006. ISBN 978-0-7537-1461-4.
- Pilots Flight Operating Instructions for Army Model PT-22 Airplanes, T.O. NO. 01-100GC-1. Wright-Patterson AFB, Ohio: U.S. Army Air Forces, 1943.
- United States Air Force Museum Guidebook. Wright-Patterson AFB, Ohio: Air Force Museum Foundation, 1975.
- Dorr B. Carpenter. "Ryan Sport Trainer", SunShine House, Terre Haute Indiana. ISBN 0-943691-03-6. 1990.